# Amice
Amice is een aanhef, afkomstig van het Latijnse woord 'amicus' dat 'vriend' betekent.

## Gebruik
De aanhef 'amice' of 'amica' wordt gebruikt voor het aanschrijven van min of meer bevriende mannelijke respectievelijk vrouwelijke collega's of beroepsgenoten. Het gebruik van de aanhef is niet algemeen en alleen gangbaar onder academici en van vrije beroepen (onder andere advocaten en medici). In het mondelinge taalgebruik is de aanspreektitel - buiten de medische wereld en de advocatuur - alleen bij leden van sommige studentenverenigingen in zwang.

## Meervoud
Hoewel het taalkundig juister te spreken is over 'amices' als meervoud van 'amice' wordt met name in de advocatuur 'amici' gehanteerd als verschillende mannelijke beroepsgenoten worden aangeschreven. Het meervoud van de vrouwelijke vorm 'amica' is 'amicae'. Schrijft men mannelijke én vrouwelijke beroepsgenoten in één brief aan, dan luidt de aanhef 'amicae amicique'. Het achtervoegsel -que is daarbij functioneel gelijk aan het Latijnse 'et' dat 'en' betekent.
De reden dat het taalkundig juister is om van 'amices' te spreken houdt verband met het feit, dat het woord 'amice' door de uitspraak niet als Latijns woord is herkend, en als een Frans woord is geïnterpreteerd.